# 3308 Феррері
3308 Феррері (3308 Ferreri) — астероїд головного поясу, відкритий 1 березня 1981 року.
Тіссеранів параметр щодо Юпітера — 3,055.